# KkStB 99 sorozat
A kkStB 99 sorozat egy szertartályos gőzmozdony-sorozat volt a cs. kir.osztrák Államvasutaknál (k.k. österreichische Staatsbahnen, kkStB), melyeket mellékvonalakon használtak.

## Története
Az 1890-es évek végén, az 1900-as évek elején a vasúttársaságok érdeklődése a kompaund gőzmozdonyok felé fordult, mivel üzemük gazdaságosabb volt az egyszeres expanziójú ikergépesekhez viszonyítva. Így a kkStB is ilyen felépítésű szertartályos mozdonyokat rendelt elsősorban mellékvonalai kiszolgálására, mivel a szertartályos mozdonyokat nem volt szükséges a végpontokon fordítani. A mozdonyokat a Krauss/Linz (47 db), a Floridsdorfi Mozdonygyár (23 db), az Első Cseh Morva Gépgyár (7 db) szállították. 1897-ben kezdték el a kkStB 99 sorozat szállítását, amely  300 LE-t teljesítményű volt, de jó minőségű szénnel teljesítménye akár a 400 LE-t is elérhette. 1908-ig 69 db-ot szállítottak és ehhez jött még öt db, amit a NÖLB 2 sorozataként a Korneuburg–Hohenau HÉV vonalán állítottak szolgálatba. A kkStB mozdonyok Karlsbad, Ljubljana és Knittelfeld körzetében voltak megtalálhatók. Öt mozdony a Wiener Stadtbahn vonalain továbbított könnyű vonatokat. Figyelemreméltó, hogy a karlsbadi mozdonyokat a  Schlackenwerth–Joachimsthal HÉV akár 50‰  emelkedést is elérő meredek pályaszakaszain használták.
1908 és 1913 között fejlesztették ki a 199 építési sorozatot, amely nagyobb víztartállyal és tüzelőanyag-készlettel rendelkezett. Ezeket a mozdonyokat a Bozen-Meraner, Krems-Mauthausen szakaszokon, valamint Aspangbahn csatlakozó vonalán használták. Az új típusból építettek még a NÖLB számára is mint 102 sorozat, valamint a Freiland–Türnitz szakaszra (lásd Leobersdorfer Bahn).

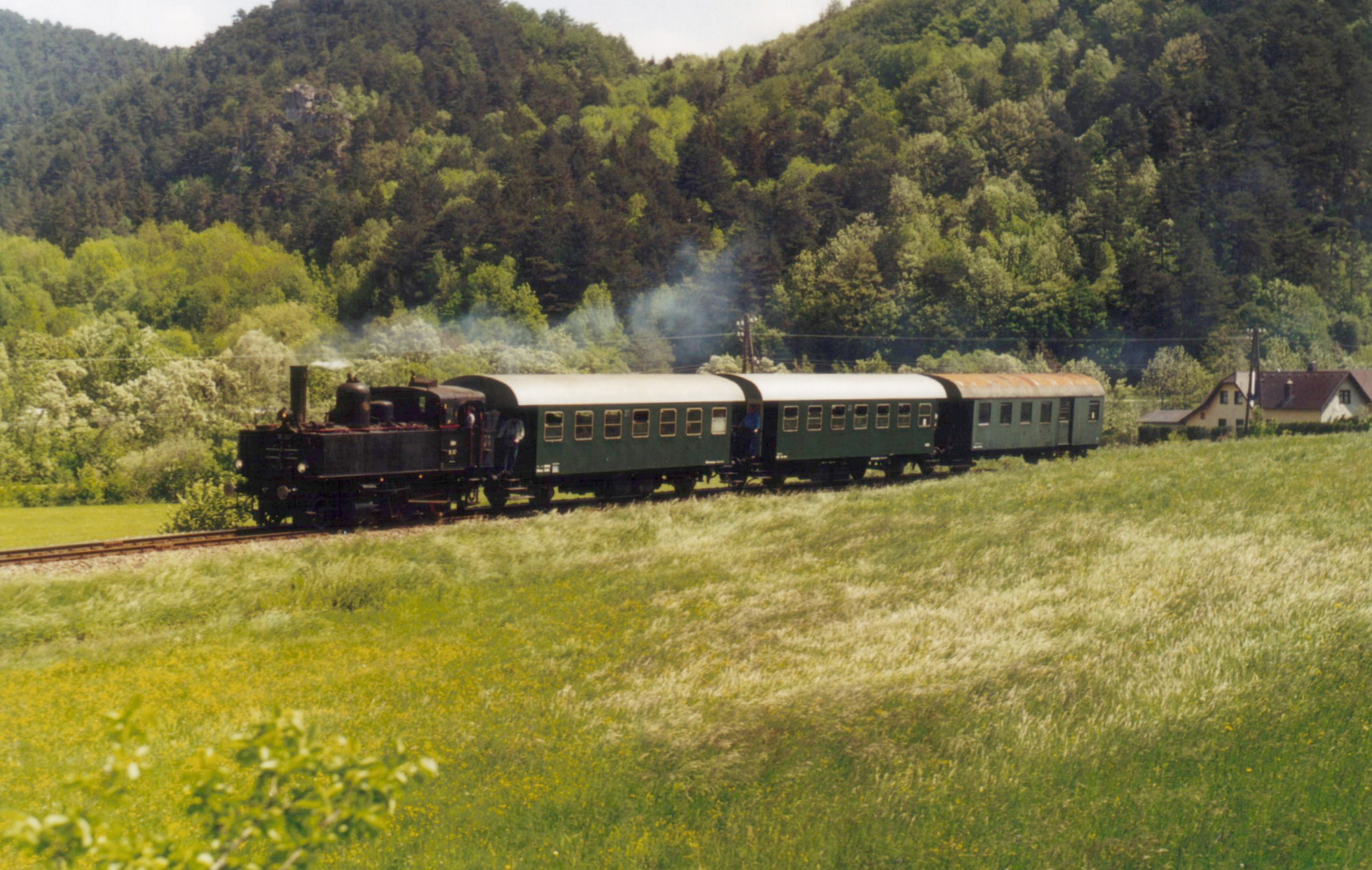
Kirándulóvonat Tuernitz környékén

Az első világháború után Olaszországba nyolc mozdony került (az FS 876 sorozatba és az FS 877 sorozatba), Jugoszláviába 13 (JDŽ 153 sorozat) és Csehszlovákiába 34 (ČSD 320.0 sorozat). Ezen kívül 34 db maradt a BBÖ-nek, amelyek megtartották kkStB-s pályaszámaikat. A NÖLB 1932-es államosításakor a 2 sorozatú mozdonyok is a BBÖ-höz kerültek BBÖ 99.70-74 pályaszámokon.
Ezeket a mozdonyokat a két világháború között főként a mellékvonalakon használták Wels, Bad Radkersburg és Pöchlarn körzetében, továbbá több HÉV-nél is. A Német Birodalmi Vasút (Deutsche Reichsbahn, DRB)  1938-ban a megmaradt 99 sorozatú mozdonyokat a 98,1301-1.324 pályaszámtartományba,  a 199 sorozatúakat pedig a 98,1352-1374 sorolta be. 1941-ben a volt JDZ 153-002, 004, 008, 009  pályaszámú mozdonyok a MÁV állományába kerültek és legalábbis papíron a 376II,1002, 1004, 1008 és 1009. pályaszámokat kapták. Ezek – kivéve a  376II.1009-t amely 1952-ig maradt a MÁV-nál –  néhány hónapig, de legfeljebb a háború végéig voltak MÁV állományban.
1953-ban az Osztrák Szövetségi Vasutak még 15 db 99 sorozatú és 5 db 199 sorozatú mozdonyt sorolt be mozdonyállományába. Előbbieket a 91.0, utóbbiakat a 91.1 sorozatába. A pályaszámok utolsó két számjegye változatlan maradt. Az 1960-ban elkezdett típusösszevonások után Bécsújhely és Mürzzuschlag fűtőházaknál találhatóak. 1968-ig három kivételével selejtezték őket.
Az utolsó három mozdonyt Mürzzuschlag–Neubergi HÉV 1972-ben selejtezte.

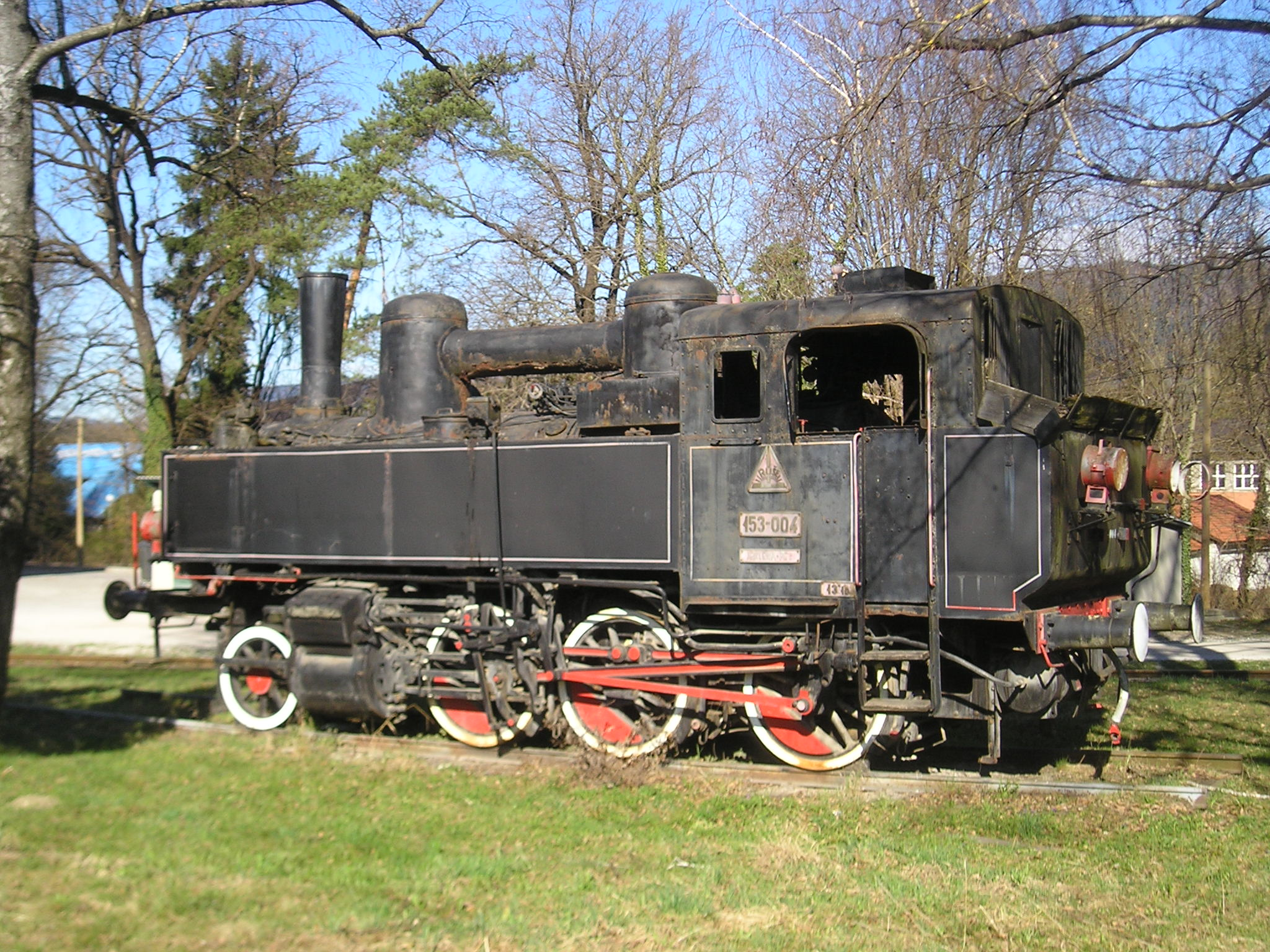
a JDŽ 153-004 pályaszámú mozdony kiállítva Ruše-ban

## Megőrzött mozdonyok
A kkStB 99 sorozatból több mozdonyt is sikerült megőrizni az utókornak. A mozdonyokról bővebb információ a lenti táblázatban található.
| Gyártó      | Gyári szám | Pályaszám   | Eredeti pályaszám | Állapot      | Hely         | Státusz           |
| Krauss Linz | 4267/00    | JDŽ 153-004 | kkStB 99.32       | Üzemképtelen | Ruše         | Kiállítva         |
| Krauss Linz | 4267/00    | ÖBB 91.32   | kkStB 99.32       | Üzemképes    | Mürzzuschlag | Nosztalgiamozdony |
| Krauss Linz | 4269/00    | JDŽ 153-006 | kkStB 99.34       | Üzemképtelen | Ljubljana    | Kiállítva         |
| Krauss Linz | 5708/07    | JDŽ 153-011 | kkStB 99.64       | Üzemképtelen | Ajdovšči     | kiállítva         |

## Fordítás
- Ez a szócikk részben vagy egészben  a   kkStB 99 című német Wikipédia-szócikk fordításán alapul.  Az eredeti cikk szerkesztőit annak laptörténete sorolja fel. Ez a jelzés csupán a megfogalmazás eredetét és a szerzői jogokat jelzi, nem szolgál a cikkben szereplő információk forrásmegjelöléseként. Az eredeti szócikk forrásai szintén ott találhatóak.